# Eurema hapale
Eurema hapale är en fjärilsart som först beskrevs av Paul Mabille 1882.  Eurema hapale ingår i släktet Eurema och familjen vitfjärilar. Inga underarter finns listade i Catalogue of Life.